# Kalayaan centenarius
Kalayaan centenarius är en kvalsterart som beskrevs av Corpuz-Raros 1998. Kalayaan centenarius ingår i släktet Kalayaan och familjen Otocepheidae. Inga underarter finns listade i Catalogue of Life.